# Baffinstrømmen
Baffinstrømmen er en havstrøm som løber sydover langs den vestlige side af Baffinbugten, langs Baffin Island. Den udspringer fra Vestgrønlandsstrømmen med tilstrømning fra Polarhavet. Den bevæger sig med en hastighed på omkring 17 km i døgnet.[kilde mangler]